# HT (motorfietsmerk)
HT (aanvankelijk: Hagg Tandem) is een Brits historisch motorfietsmerk van motorfietsen.
De bedrijfsnaam was: The H.T. Motor-Cycle Co, Park Street, St Albans (Hertfordshire). De afkorting staat voor The Hagg Tandem Motorcycle.
De H.T. Motorcycle Co. begon in 1920 met de productie van motorfietsen, die toen nog "Hagg Tandem" werden genoemd. Die naam dankten ze aan de bijzondere uitvoering die grotendeels gericht was op het comfortabele vervoer van een duopassagier.
Om die reden had de Hagg Tandem achtervering, terwijl andere merken het vrijwel uitsluitend met alleen voorvering deden. De passagier zat aldus afgeveerd, terwijl zijn voeten konden rusten op de lange treeplanken, die ook door de berijder werden gebruikt.
Ook de verdere uitrusting van de machine, die aanvankelijk met een 292cc-Union-tweetaktmotor was uitgerust, was luxueus. Vanaf het balhoofd naar beneden was een groot stuk plaat aangebracht, dat uitmondde in beenschilden en het achterspatbord was bijzonder fors om de opzittenden te beschermen tegen opspattend water.
Vanaf 1921 koos men voor de 348cc-Barr & Stroud schuivenmotor en toen veranderde de merknaam in "HT". Dat was nodig omdat er een tweede model kwam, zonder alle luxe zoals het overvloedige plaatwerk. Het luxemodel kreeg een handstarter omdat het - vanwege de treeplanken - niet kon worden aangefietst. Het tweede model moest wel worden aangefietst. Beide modellen hadden voetschakeling en een handkoppeling.
Het frame was gevormd uit een dikke buis die vanaf het balhoofd naar de onderkant van het zadel liep en een tweede buis die onder het motorblok door ging. Bij het luxemodel zat aan die onderste framebuis het plaatwerk dat de beenschilden vormde.
De machine had een chain-cum-belt drive met een Burman-drieversnellingsbak.
De machines konden zich niet op de markt doorzetten en in 1922 werd de productie beëndigd.